# Tiberi Silvashi
Tiberi Iósipovich Silvashi (en ucraniano: Тіберій Йосипович Сільваші; Mukáchevo, 13 de junio de 1947) es un pintor abstracto ucraniano, ganador del Premio Nacional Tarás Shevchenko de 2022.

## Biografía
Tiberi Silvashi estudió en la Academia Nacional de Bellas Artes y Arquitectura de Kiev de 1965 a 1972 y es miembro de la Unión Nacional de Artistas de Ucrania desde 1978. De 1988 a 1992 fue miembro de la junta directiva de la Unión de Artistas de Ucrania. Se interesó por el arte abstracto, pero en la época soviética no podía exponer estas obras "formalistas", que no eran aceptadas para exposiciones oficiales y permanecían temporalmente en la clandestinidad.
En 1992, fue uno de los fundadores del grupo artístico Reserva de la Pintura, un teórico de la "pintura en color". En 1995 recibió el premio "Artista del año" y una beca del municipio de Múnich. Fue autor de los proyectos Nonarrativa (1996) y Bienal de pintura no figurativa (1998) en el festival internacional de arte.
La primera exposición se celebró en 1993 en Toulouse (Francia) y a lo largo de su vida ha tenido unas 40 exposiciones personales. Silvashi vive y trabaja en Kiev. En 2016 fue miembro del jurado del concurso estudiantil Caballete de Plata. En agosto de 2022 se publicó su diario sobre las primeras semanas de la invasión rusa de Ucrania.

## Obras
Las pinturas de Silvashi se conservan en museos en Múnich, Viena, Nueva Jersey, Zaporiyia, Járkiv, Úzhgorod, Kiev, en la colección de bellas artes del Gradobank, así como en colecciones privadas en Europa y Estados Unidos.

## Exposiciones
- Pintura en exceso: el renacimiento del arte de Kiev, 1985-1993 (2021): museo de Arte Zimmerli de la Universidad de Rutgers (EEUU).[4]
- Cinco artistas de Ucrania: Out of the Depths... (2022): Galería Diehl, Berlín (Alemania).[5][6]
- Unfolding Landscapes, Cilceborg (2022), KunstCentret Silkeborg, Silkeborg (Dinamarca).[7]
- Heroísmos de la indiferencia (2023): Galería Diehl, Berlín (Alemania).[8]